# Žralok tygří
Žralok tygří (Galeocerdo cuvier), někdy též žralok tygrovaný, je velký žralok z rodu Galeocerdo a čeledi Galeocerdonidae. Vyskytuje se v mořích a oceánech subtropického a tropického pásu. V průměru dosahuje délky od 3,25 m po 4,5 m, výjimečně i přes 5 metrů. Jeho váha činí obvykle 385 až 635 kg, vzácně i přes 900 kg. Charakteristická je pro něj kresba na bocích trupu připomínající tygří pruhy. Jeho dietní návyky jsou zřejmě nejméně specializované ze všech žraloků – napadá ryby mnoha druhů, žraloky, rejnoky, ptáky, hlavonožce, korýše, medúzy, plazy, ploutvonožce a kytovce různých velikostí včetně velryb. Loví i želvy, a to ve větším množství než jiní žraloci. Často hoduje na mršinách. Někdy je nazýván „mořskou popelnicí“, protože sežere i takové věci, jako jsou automobilové značky, kanystry na benzin, různé plechovky a kusy plastů. Přes den se pohybuje převážně na otevřeném moři, v noci při pobřeží. V zimě zůstává v teplých mořích při rovníku a potravu si hledá u korálových útesů v Tichém i Indickém oceánu nebo v Karibiku. Dokáže migrovat na velké vzdálenosti. Žije většinou o samotě, ale více jedinců se může shromáždit na jednom místě kvůli potravě. Má charakteristickou velkou tlamu na spodní straně těla a masivní čelisti, které jsou vybaveny velkým počtem zubů ve tvaru lomeného trojúhelníku s pilovitými okraji. Vyniká dobře vyvinutým zrakem, při lovu se však spoléhá především na jiné smysly, jako je čich a detekce elektrických impulzů, proto může velmi dobře lovit ve tmě nebo ve zkalené vodě. Než kořist usmrtí, chvíli okolo ní krouží.
Jedná se vejcoživorodý druh. Březost trvá více než 1 rok a počet mláďat ve vrhu dosahuje až 82. Dožívá se zřejmě až 50 let. Žralok tygří zatím nečelí akutní hrozbě vyhubení (podle norem IUCN je veden jako téměř ohrožený), ale pokračující intenzivní lov může tuto situaci změnit.
Ve vztahu k člověku je považován za jednoho z nejnebezpečnějších žraloků, podle statistik International Shark Attack File má na svědomí asi 19 % všech fatálních útoků na člověka, což je více než u kteréhokoliv jiného druhu žraloka kromě žraloka bílého.

## Taxonomie a etymologie
Žraloka tygřího poprvé popsali François Péron a Charles Lesueur v roce 1822 a přidělili mu vědecké jméno Squalus cuvier. Později byl několikrát přejmenován (Squalus arcticus Peron a Leseur 1822, Galeocerdo tigrinus Müller a Henle 1837, Galeus cepedianus Agassiz 1838, Galeus maculatus Ranzani 1840, Carcharias fasciatus Bleeker 1852, Galeocerdo rayneri McDonald & Barron 1868, Galeocerdo obtusus Klunzinger 1871, Carcharias hemprichii Klunzinger 1871). Současné rodové jméno Galeocerdo je odvozeno ze starořeckého γαλεος (galeos) = žralok a κερδω (kerdo) = liška. V mnoha jazycích je žralok pojmenován po tygrovi, neboť oba mají podobnou kresbu na kůži. Česky se někdy nazývá žralok tygrovaný nebo žralok polární či žralok severní.
Žralok tygří patří do řádu žralouni, což je druhově nejbohatší žraločí řád. Tito žraloci se vyznačují tím, že mají mžurku, dvě hřbetní ploutve, řitní ploutve a pět žaberních rýh. Žralok tygří se řadí do rodu Galeocerdo, který se tradičně řadil do čeledi modrounovití (Carcharhinidae, angl. requiem sharks). Již renomovaný znalec žraloků R. Aidan Martin však navrhl pro žraloka tygřího vytvoření zvláštní čeledi. Od ostatních modrounovitých se totiž žralok tygří liší hned v několika fyziologických (větší rozměry, rýha na horním rtu, tvar zubů, štěrbiny za očima, nozderní záklopky, vejcoživorodost) a genetických rysech. Moderní taxonomie žraloka tygřího tak vyčleňuje do samostatné čeledi Galeocerdonidae.

## Popis

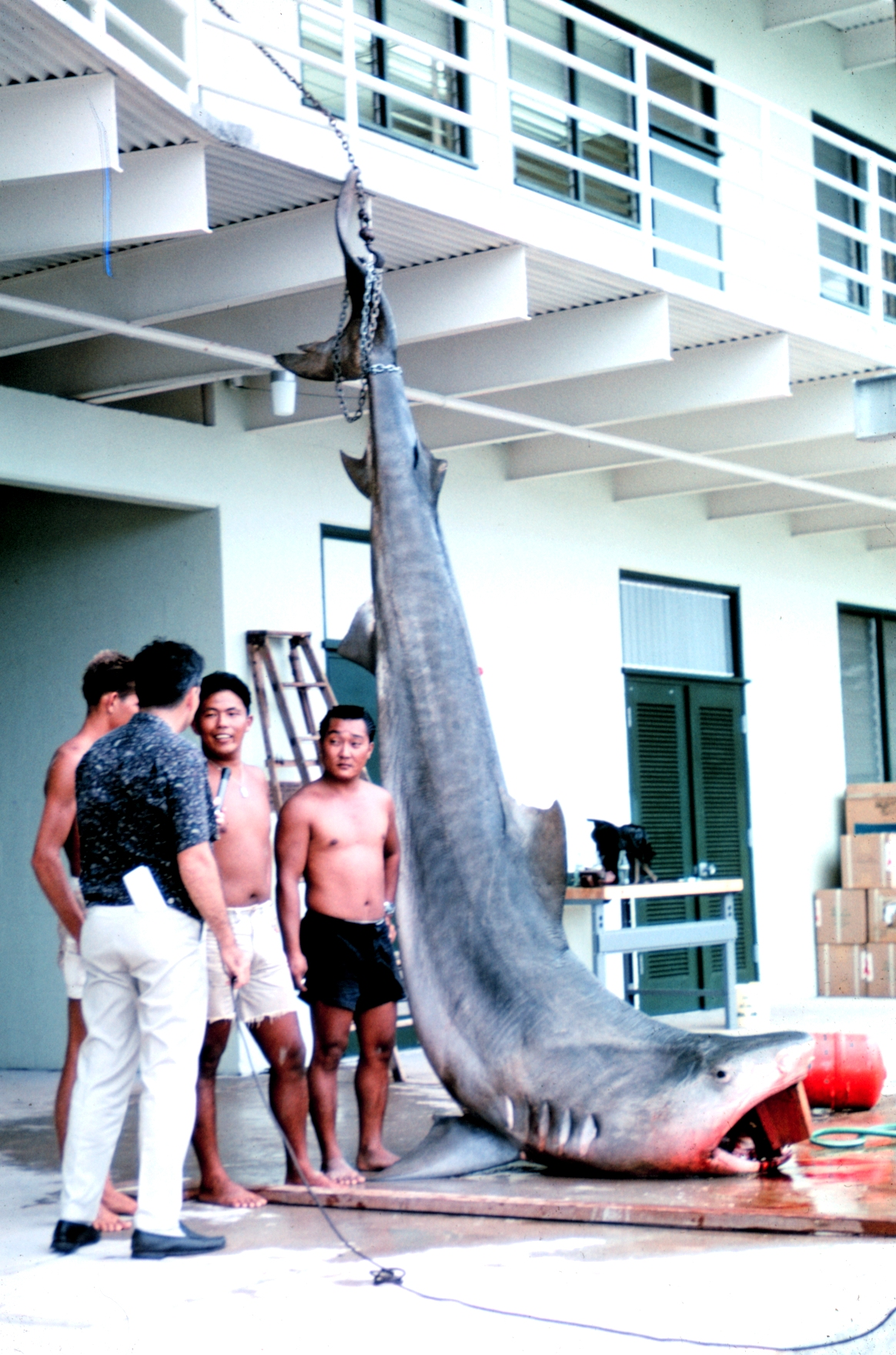
4,3 metru dlouhý kus ulovený při pobřeží Havajských ostrovů zřejmě roku 1966

Žralok tygří je především v přední části těla mohutně stavěná paryba s velkou zploštělou hlavou a obrovskými čelistmi. Tlama je charakteristická výraznou rýhou na horním rtu. Prsní ploutve dosahují jen průměrných rozměrů. Ocasní partie je relativně štíhlejší než přední část trupu a zakončená velkou ploutví, která ve vodě zaujímá spíše horizontální než vertikální polohu a jejíž horní část je výrazně delší než spodní. Poměrná velikost ocasní ploutve se mění s věkem – čím je žralok starší, tím je ploutev symetričtější. Podobně se s růstem proměňuje i hlava, která se postupně stává širší a zploštělejší. Důvodem pro obě tyto vývojové adaptace může být potřeba dálkové migrace a změna ve složení kořisti. Zbarvení je charakteristicky šedé či šedomodré, doplněné o tmavší příčné proužky připomínající tygří kresbu. Podobnost vzorování kůže s tygrem ostatně stojí za druhovým jménem žraloka používaným ve většině jazyků. Tmavé pruhování je výraznější u mladých jedinců, se vzrůstajícím věkem bledne. V mládí mají proužky tvar okrouhlých skvrn, s přibývajícím věkem se prodlužují do délky. Spodní část těla je světlá, většinou žluto-bílá.

### Rozměry

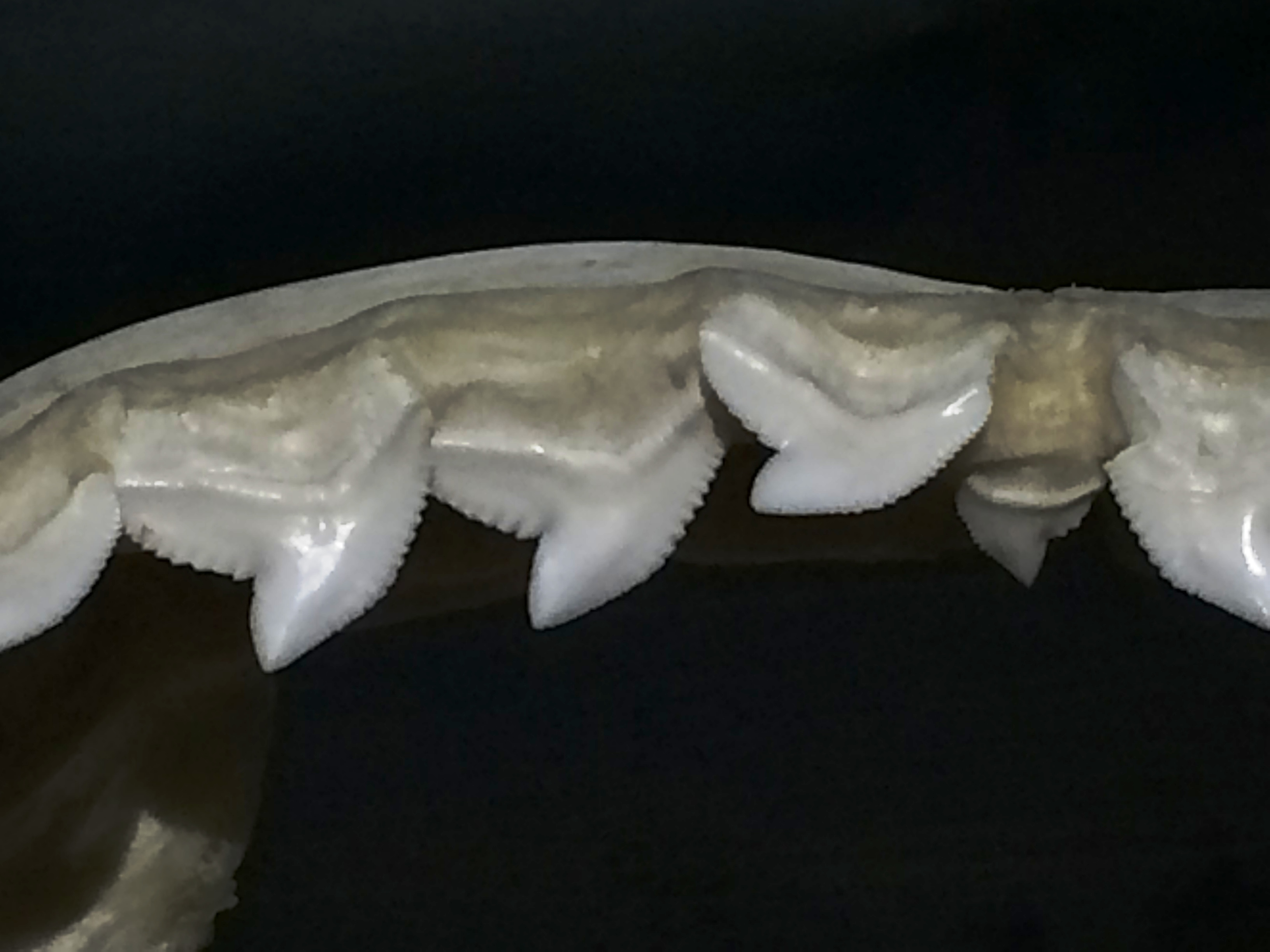
Zuby v horní čelisti žraloka tygřího

Žralok tygří dorůstá v dospělosti délky nejméně 3,25 metru a dosahuje váhy 385 a více kg. Mnohdy velikost přesáhne 4 metry, jedinci delší než 4,5 metru jsou ale vzácní. Největší kusy dosahují délky okolo 5,5 metru a hmotnosti přes 900 kg. Absolutním rekordmanem je žralok dlouhý 7,4 (7,5) metru s hmotností 3110 kg ulovený v roce 1957 u pobřeží Indočíny, jehož rozměry však nejsou považovány za dostatečně ověřené. Údajně byl chycen i kus měřící 9,1 metru, ale tento rekord je považován za značně nepravděpodobný.
Z dravých ozubených žraloků dosahuje větších velikostí pravidelně jen žralok bílý (Carcharodon carcharias), jehož průměrná délka se pohybuje v rozmezí 4–5,4 metru. Žralok malohlavý (Somniosus microcephalus), žralok velkoústý (Megachasma pelagios), žralok šedý (Hexanchus griseus), světloun pacifický (Somniosus pacificus) a kladivoun velký (Sphyrna mokarran) dorůstají stejných nebo o málo menších rozměrů než žralok tygří.

### Zuby, čelisti
Zuby žraloka tygřího mají tvar zalomených trojúhelníků (připomínají kohoutí hřebínek) a jsou velmi dobře uzpůsobeny na prořezávání tuhých látek, například krunýřů želv. Okraje mají výrazné vroubkování. Jako u většiny ostatních žraloků bývají vypadlé zuby pravidelně obnovovány a tento proces probíhá po celý život.

### Smysly, výkony
Čumák žraloka tygřího obsahuje orgán zvaný Lorenziniho ampule, který mu umožňuje detekovat i velmi slabé elektrické pole produkované svalovou činností živých organismů, a pomáhá mu tak v lovu. Na jeho těle se dále nachází laterální linie, která zaznamenává vibrace procházející vodou. Oba tyto smysly umožňují žralokovi lovit za snížené nebo nulové viditelnosti. Vynikající je jeho čich, jímž dokáže rozeznat přítomnost i velmi malého množství krve ve vodě. Reflexní vrstva zvaná tapetum lucidum umístěná na sítnici oka výrazně zlepšuje vidění za šera.
Žralok tygří se většinou pohybuje jen velmi pomalu, ale pokud je potřeba, dokáže nakrátko značně zrychlit a plavat velmi hbitě.

## Rozšíření a biotop

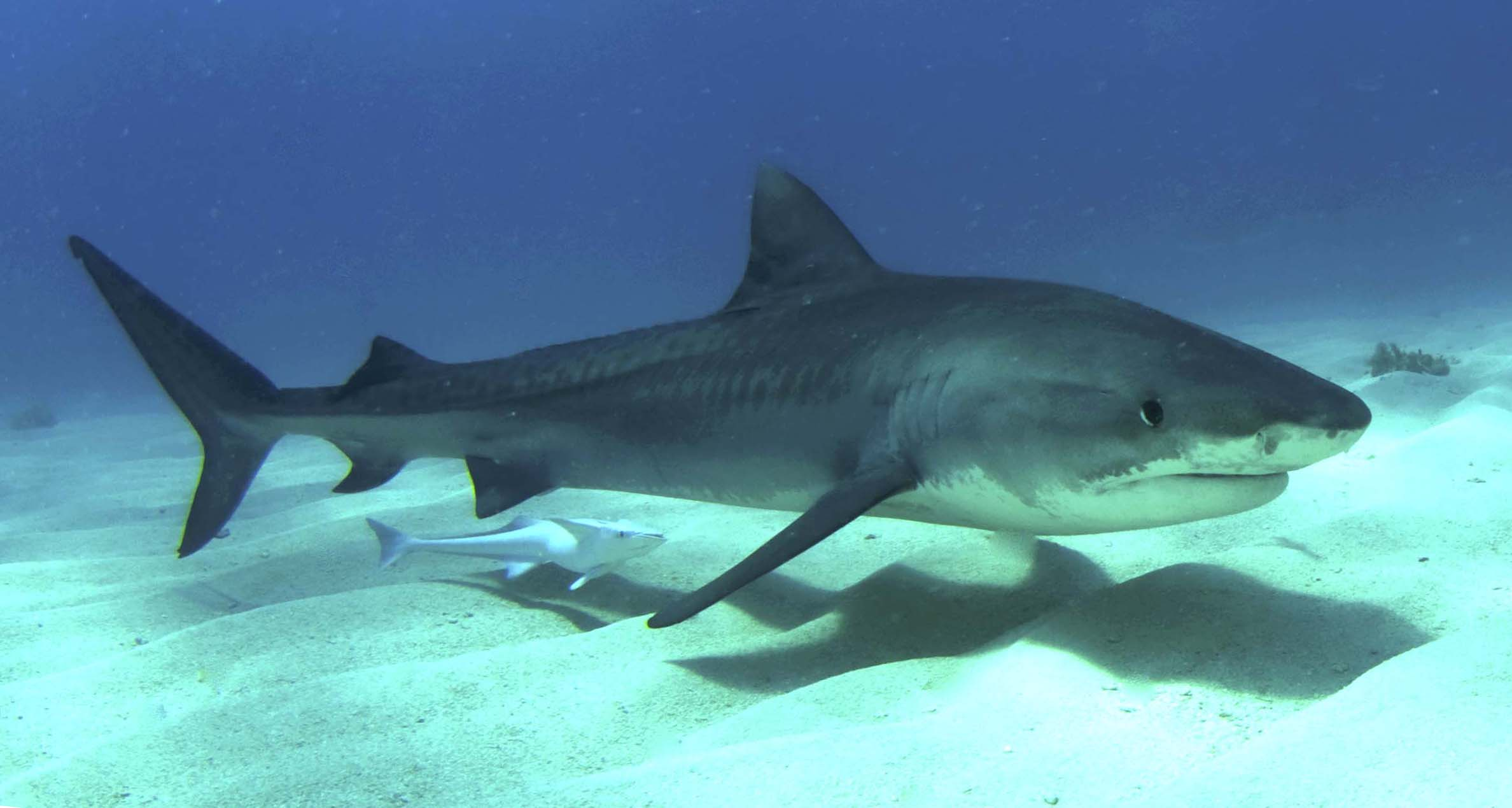
Mladý jedinec žraloka tygřího v mělkých vodách při pobřeží Baham. Pod jeho břichem plave štítovec.

Žralok tygří se vyskytuje v tropických a subtropických vodách světových moří a oceánů, především v pobřežních oblastech. Během chladnějších měsíců se drží podél rovníku a vyhledává teplé proudy, naopak v letním období migruje až na hranici vod mírného pásu. Je schopen dlouhých přesunů na otevřeném moři za poměrně krátké časové období. Extrémními oblastmi jeho výskytu je jižní Japonsko, Nový Zéland a východní pobřeží USA. Typickými místy výskytu jsou pobřežní oblasti jihovýchodní Asie, moře okolí Indonésie, ostrovy Tichého oceánu, Karibské moře a západní pobřeží Afriky. Dále žije při pobřeží Indického oceánu, zaplouvá i do Rudého moře a Perského zálivu. Ve Středozemním moři se nevyskytuje.
Drží se spíše v mělčích vodách, případně na hranici mělčích a hlubokých vod poblíže útesů. Může se vyskytovat jak ve vodách hlubších než 350 metrů, tak i na mělčinách 2,5–12 metrů hlubokých. K jeho oblíbeným habitatům patří ústí řek, laguny, zátoky, přístavy, pobřežní oblasti tropických ostrovů a souostroví. Nevadí mu kalné vody s nízkou viditelností.

## Biologie

### Chování
Tygří žraloci jsou obvykle samotáři, kteří jsou aktivní převážně v noci, avšak denní aktivita také není neobvyklá. Jsou považováni za agresivní žraloky. Do skupin se sdružují jen příležitostně, například dojde-li ke kumulaci potenciální kořisti na jednom místě. Ke konfliktům během společného krmení dochází jen minimálně. Menší žraloci obvykle čekají, až se nasytí větší jedinci. Dospělci jsou do určité míry teritoriální a pobývají například při pobřeží „svého“ tropického ostrova, ačkoliv i oni občas migrují. Velikost teritoria bývá odhadována na 23 km².

### Potrava

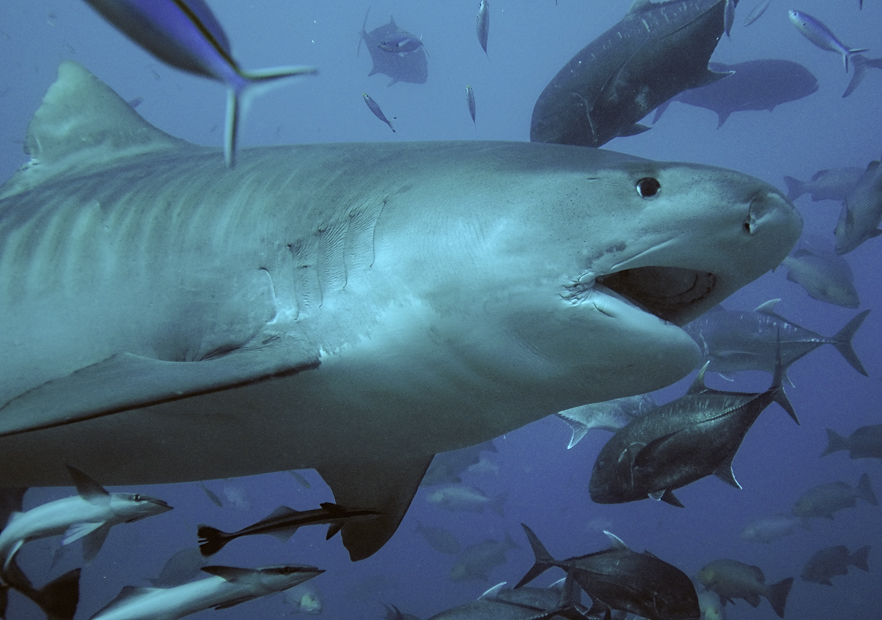
Dospělý asi 4,9 metru dlouhý jedinec zvaný Zjizvená tvář v hejnu ryb u pobřeží Fidži

Žralok tygří je vrcholový predátor, který má v zásadě oprávněnou reputaci, že zkonzumuje prakticky cokoliv. Přestože je považován za nejméně vybíravého žraloka, jeho potravní preference se odlišují podle geografického rozšíření a dostupnosti kořisti. Pravidelnou kořistí bývají želvy, na jejichž krunýře má vhodně vyvinuté čelisti a zuby. Loví je častěji než jiní žraloci, ale neznamená to, že by představovaly jeho převážnou či dokonce výhradní potravu. Ta je totiž velmi pestrá a tvoří ji různé druhy ryb, rejnoci, střední a malí žraloci, včetně jedinců vlastního druhu, mořští hadi, ptáci, delfíni, sviňuchy, plískavice, ploutvonožci, dugongové a kapustňáci, chobotnice a sépie, různé druhy korýšů a dokonce i medúzy. Podobně jako u bílého žraloka dochází i u něj s rostoucím věkem ke změně preferované kořisti směrem k větším živočichům a častěji se na jídelníčku ocitají savci. Delfíni tvoří zhruba 5–10 % potravy dospělých tygřích žraloků. Kromě menších kytovců napadá i velryby, například keporkaky či plejtváky obrovské. Do útoku na velryby se může najednou zapojit i několik desítek žraloků. Příležitostně zkonzumuje jakékoliv další tvory, kteří se ocitnou v moři v jeho loveckém revíru. V žaludcích žraloků tygřích je mnohdy možno nalézt tak nepravděpodobnou kořist, jako jsou části koní, ovce, kozy, psi, kočky, krysy či netopýři. Velmi rád se živí na mršinách.
Kromě živočichů požírá i různé předměty, jako jsou plechovky, kanystry, kusy plechů, plasty, uhlí či dřevo, semena, zeleninu, tašky, peří, kožené výrobky a jiné odpadky hozené lidmi do moře. Předpokládá se, že žraloci tygří v pravidelných intervalech vyvrhují nestravitelné zbytky potravy z žaludku do moře – kromě pozřených odpadků jde o části želvích krunýřů, které nedokáží projít trávicím traktem. Jelikož želvy jim zůstávají dlouho v žaludcích, je možné, že jejich celkový podíl na žraločí potravě je tímto nadhodnocen.
Vydrží dlouho bez potravy (minimálně několik týdnů), ale údaje o přesné době maximálního půstu nejsou k dispozici.

#### Způsob lovu
Žraloci tygří využívají barvy své kůže a pomalých pohybů jako kamufláže. Přibližují se jakoby neznatelně a mimochodem ke své kořisti, a pokud se jim podaří dostat na krátkou vzdálenost, prudce zaútočí. Obvykle vyhlédnutou oběť nepronásledují, neboť nejsou schopni vytrvalého rychlého plavání. Rovněž nedokáží příliš prudce manévrovat. Některé želvy toho využívají a snaží se při útoku uhýbat utaženou zatáčkou a zároveň natočením svého těla do vertikální polohy, aby je žralok nemohl uchopit do svých čelistí. Pokud se oběť drží na místě, žralok okolo ní mnohdy krouží předtím, než zaútočí.

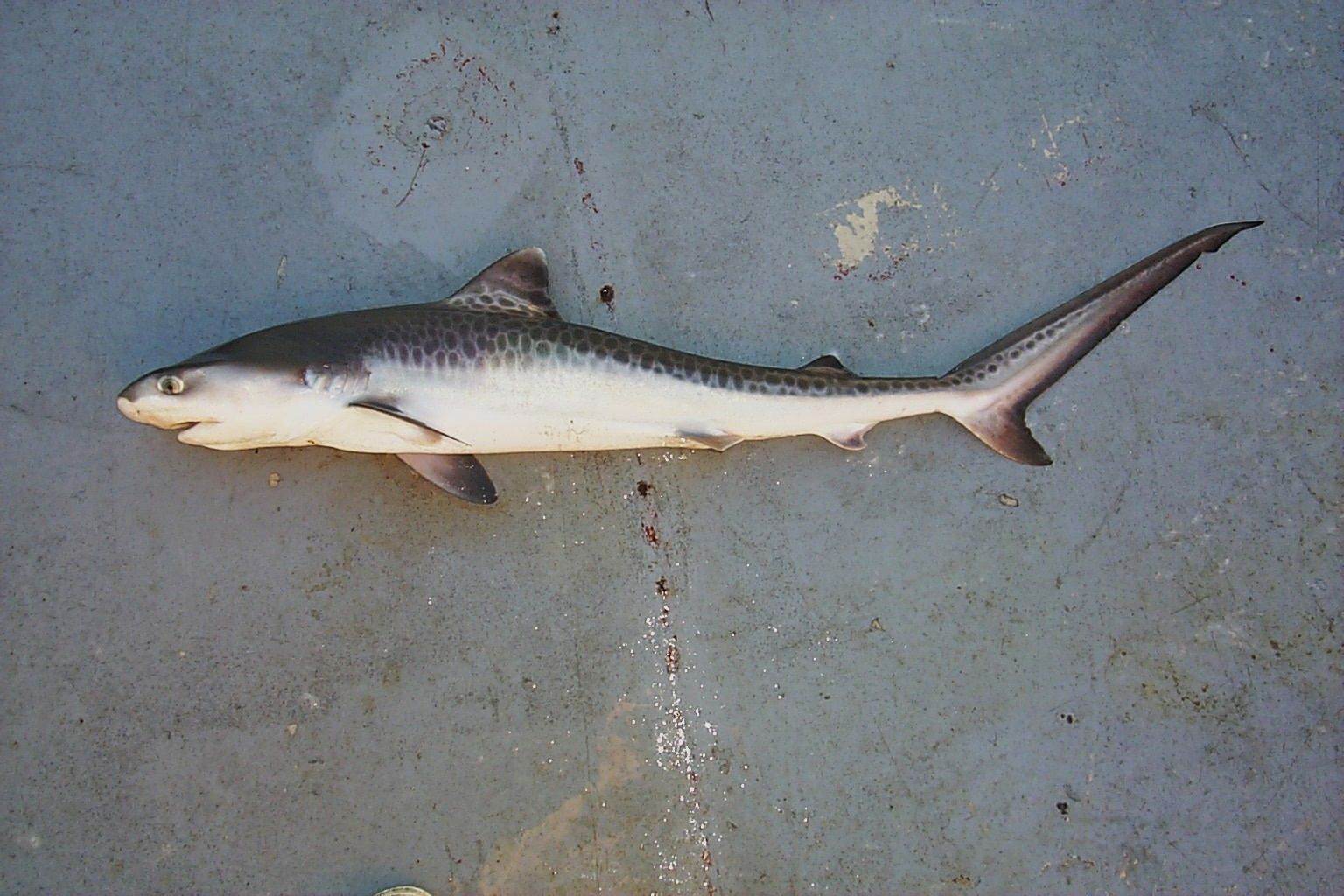
Mládě žraloka tygřího

### Rozmnožování
Žralok tygří je vejcoživorodý. Na severní polokouli probíhá páření mezi březnem a květnem a porod mezi dubnem a červnem následujícího roku, na jižní polokouli jsou páření a porod zhruba o půl roku posunuty. Samice zabřeznou obvykle jednou za tři roky. Doba březosti trvá 13–16 měsíců, přičemž mláďata se po vylíhnutí z vajíčka živí v děloze výměšky z lůna matky. Samice následně porodí 10–82 mláďat, nejčastěji to bývá 30–35. Porod probíhá v hloubkách 15–100 metrů. Velikost žraloků při narození dosahuje 51–90 cm, výjimečně až 105 cm, hmotnost se pohybuje mezi 3–6 kg. Mláďata mají tělo ohebnější než starší jedinci. Těsně po narození jsou zranitelná, stávají se často kořistí různých žraloků, někdy může doházet i ke kanibalismu Mladí žraloci prodělávají velmi rychlý růst, který má omezit jejich zranitelnost na co nejkratší období. Během prvního roku tak dorostou do délky okolo 1,5 metru, přičemž pak se růst zpomalí a ve čtyřech letech obvykle měří okolo 2,5 metru. Následuje další výrazné zpomalení růstu. Sexuální zralosti dosahují ve věku 7–8 let, při délce 226–350 cm, respektive 310–320 cm. Délka života je odhadována na 27 až 50 let. V zajetí bývá naděje na dožití podstatně kratší, zaznamenané maximum je 20 let. Je to způsobeno zřejmě tím, že mrtvá strava je pro ně méně atraktivní a stísněné prostory akvárií nepřispívají ke kondici a zdraví.

### Predace, paraziti

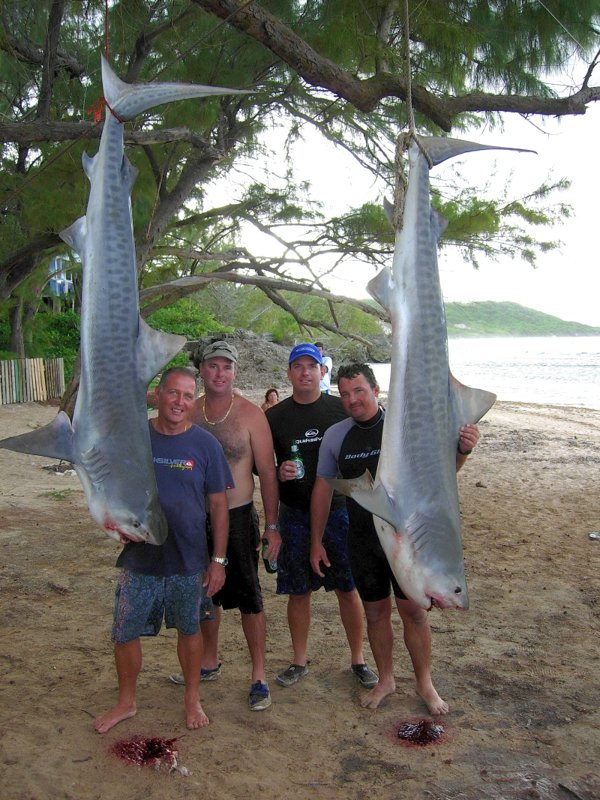
Rekreační rybáři s ulovenými žraloky tygřími

Mladí jedinci mohou padnout za oběť mnoha různým predátorům (ryby, žraloci, kytovci). Dospělci mají jen minimum nepřátel, kromě člověka jde především o kosatku dravou, která dokáže zabít žraloky tygří všech velikostí. Sám žralok je hostitelem štítovců, kteří ho využívají jako ochranu, dopravní prostředek a zdroj potravy, neboť požírají zbytky jeho kořisti. V očích může mít i parazita Caligus oculicola, což je druh klanonožce. 

## Vztah slidmi

### Lov
Lidé žraloky tygří zabíjejí kvůli masu, kůži, ploutvím, játrům a trofejím (zuby, čelisti). Stávají se úlovky jak sportovních, tak komerčních rybářů, a to jak záměrně, tak při lovu jiných druhů (tzv. bycatch). Některé populace kvůli intenzivnímu lovu zaznamenaly rapidní úbytek, což se do budoucna může ukázat jako problém a hrozba pro přežití druhu. V současnosti (2016) je druh Mezinárodním svazem ochrany přírody veden jako téměř ohrožený. Kromě toho, že jsou cílem různě zaměřených rybářů, bývají zabíjeni i v rámci tzv. programů kontroly žraloků, neboť především ve vodách tropických ostrovů jsou považováni za hrozbu.

### Ochrana
Neexistuje žádný specifický program ochrany žraloků tygřích. Pouze ve vodách Mexického zálivu a při atlantickém pobřeží USA spadá druh pod Fisheries Management Program. Jeho lovecká kvóta je od roku 1999 omezena na 622 tun ročně a minimální velikost na 137 cm. Organizace Greenpeace zařadila žraloky (včetně tygřích) do tzv. červeného seznamu plodů moře, který obsahuje ryby a další mořské živočichy, již se běžně prodávají po světových trzích, ale patří do neudržitelného rybaření.

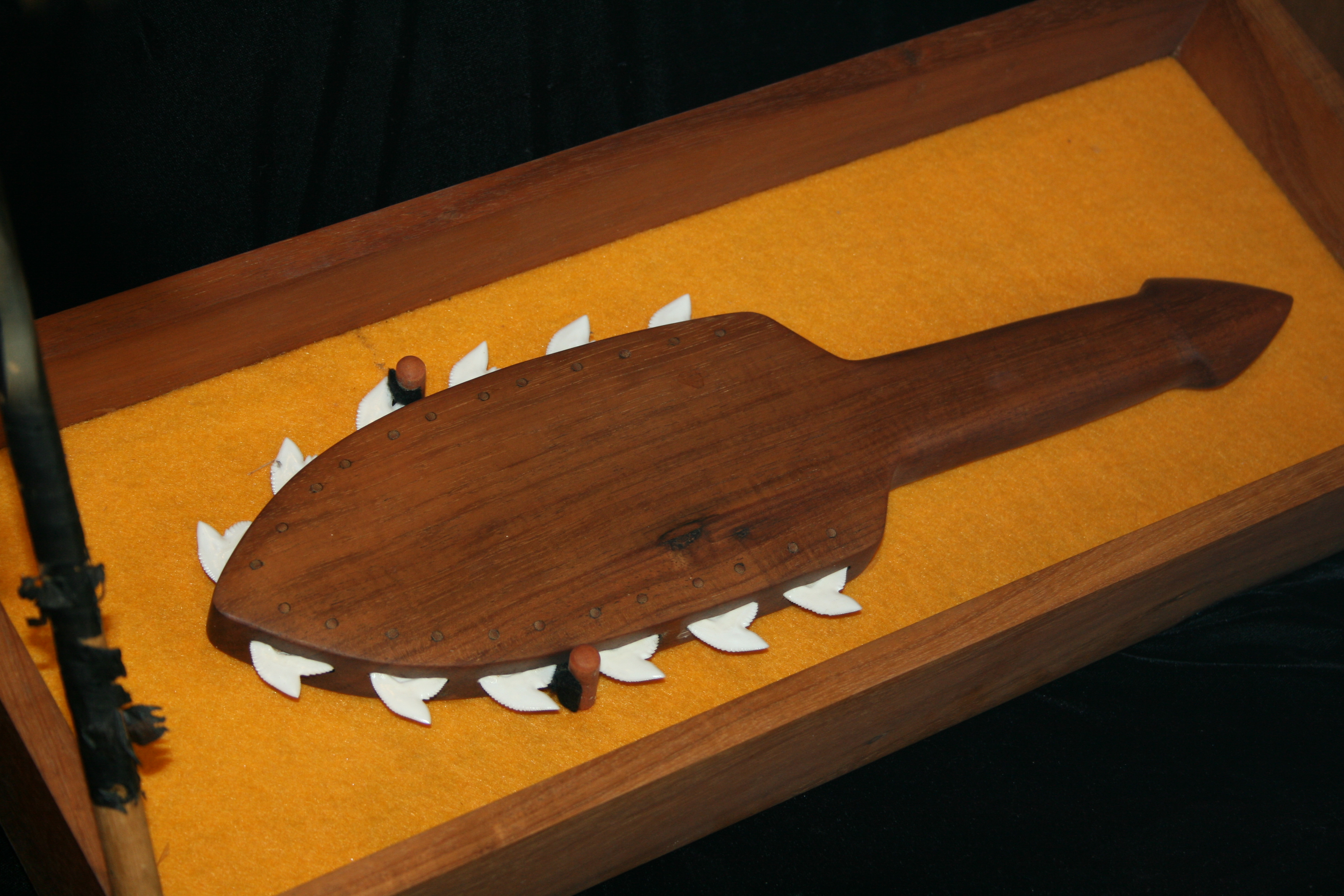
Zuby žraloka tygřího osázená rituální válečná palice z Havaje jako umělecký artefakt

### Historie, mytologie
Na Havajských ostrovech domorodci nerozlišovali mezi tygřími a bílými žraloky a nazývali oba druhy Niuhi. Niuhi byli spíše obáváni než uctíváni. Konzumace jejich očí údajně umožňovala vhled do budoucnosti, čehož využívali především místní králové. Nicméně někteří Havajci považují tygří žraloky za na `aumakua (duchy předků; singulár = `aumakua) a uctívají je. Na Maledivách měli tito žraloci také zvláštní postavení a byli nazýváni Femunu. Ze zubů žraloků tygřích vyráběli a stále vyrábějí domorodci na mnoha ostrovech Pacifiku válečné palice, kopí či dýky.

### Útoky na lidi
Žralok tygří je považován za člověku nebezpečného tvora, který v sobě kombinuje zvědavost s poměrně agresivním chováním. Podle oficiálních údajů International Shark Attack File k roku 2015 je zodpovědný za 111 nevyprovokovaných útoků z celkem 828 zaznamenaných pro všechny žraloky, přičemž 31 jich skončilo smrtí člověka, což z něj činí druhého nejnebezpečnějšího žraloka po žralokovi bílém (314 nevyprovokovaných, z toho 80 smrtelných). Za třetího nejnebezpečnějšího je považován žralok bělavý, který může žít i ve sladké vodě. Tato statistika sice začíná už rokem 1580, ale víceméně spolehlivé údaje pocházejí až z druhé poloviny 20. století, tudíž je potřeba k číslům přistupovat opatrně. Navíc ne vždy je správně určen druh útočníka a do statistiky nejsou zahrnuty nejisté případy, např. z válečných dob nebo při velkých ztroskotáních. Jedná se tedy nutně o neúplné údaje a celkový počet útoků a obětí všech žraloků bude podstatně vyšší. Přes výše uvedené se nebezpečnost žraloka tygřího vůči lidem nadhodnocuje a člověk rozhodně není jeho běžnou kořistí. Jedná se především o zvědavého tvora a při dodržení jistých pravidel hrozí z jeho strany jen velmi malé nebezpečí.

#### Videa
- GoPro: Petting A Tiger Shark [online]. GoPro, 2014-08-12 [cit. 2016-06-12]. Dostupné online. (anglicky)
- Tiger Sharks | JONATHAN BIRD'S BLUE WORLD [online]. BlueWorldTV, 2012-05-08 [cit. 2016-06-12]. Dostupné online. (anglicky)
- Tiger Sharks of Tiger Beach [online]. Becky Kagan Schott, 2009-12-13 [cit. 2016-06-12]. Dostupné online. (anglicky)
- Tiger sharks versus turtles [online]. National Geogrphic [cit. 2016-08-06]. Dostupné v archivu pořízeném dne 2016-07-25.